# Nati nel 1489
| Questa pagina contiene informazioni ricavate automaticamente dalle voci biografiche con l'ausilio del template Bio e di un bot. L'aggiornamento è periodico e automatico e ricostruisce completamente la pagina. Se manca una persona in questa lista, sei pregato di non aggiungerla, ma accertati piuttosto che la sua voce biografica contenga il template Bio e che i dati anagrafici siano correttamente compilati. Se il template Bio manca, inseriscilo tu stesso o, in alternativa, metti l'avviso {{tmp\|Bio}} che ne segnala la mancanza. Se i dati riportati sono sbagliati, correggi direttamente la voce biografica; le modifiche saranno visibili in questa lista entro pochi giorni. Per chiarimenti vedi il progetto biografie. La lista contiene solo le 49 persone che sono citate nell'enciclopedia e per le quali è stato implementato correttamente il template Bio. Pagina aggiornata al 10 ago 2025. |

- 2 gennaio - Giovanni Bressani, poeta e umanista italiano († 1560)
- 4 gennaio - Filippo Strozzi, politico, condottiero e banchiere italiano († 1538)
- 23 gennaio - Uberto Gambara, cardinale e vescovo cattolico italiano († 1549)
- 23 febbraio - Vittore Trincavelli, medico, filosofo e grecista italiano († 1563)
- 14 marzo - Niccolò Massa, anatomista italiano († 1569)
- 2 giugno - Carlo IV di Borbone-Vendôme, nobile († 1537)
- 4 giugno - Antonio di Lorena, nobile francese († 1544)
- 18 giugno - Francesco Maria Molza, umanista e poeta italiano († 1544)
- 24 giugno - Romolo Amaseo, umanista italiano († 1552)
- 24 giugno - Lorenz Fries, scrittore e storico tedesco († 1550)
- 2 luglio - Thomas Cranmer, arcivescovo anglicano inglese († 1556)
- 23 luglio - Costanzo Bentivoglio, nobile († 1542)
- 4 agosto - Giovanni Battista Della Palla, politico italiano († 1532)
- 10 agosto - Jacob Sturm von Sturmeck, politico tedesco († 1553)
- 14 agosto - Francesco Ferrucci, generale italiano († 1530)
- 2 settembre - Carlo IV d'Alençon, nobile francese († 1525)
- 14 settembre - Clarice de' Medici, nobildonna italiana († 1528)
- 10 novembre - Enrico V di Brunswick-Lüneburg, tedesco († 1568)
- 14 novembre - Emilio Ferretti, giurista e diplomatico italiano († 1552)
- 25 novembre - Marco Mantova Benavides, umanista e giurista italiano († 1582)
- 28 novembre - Margherita Tudor, principessa britannica († 1541)
- 10 dicembre - Gaston de Foix-Nemours, nobile francese († 1512)
- Mariangelo Accursio, umanista, filologo e archeologo italiano († 1546)
- Alfonso d'Aragona, nobile spagnolo († 1563)
- Gasparo Cairano, scultore italiano († 1517)
- Francesco Cigalini, umanista, medico e astrologo italiano († 1551)
- Jan van Coninxloo il Vecchio, pittore fiammingo
- Correggio, pittore italiano († 1534)
- Guillaume Farel, teologo francese († 1565)
- Gian Francesco d'Agrate, architetto e scultore italiano
- Georg Hartmann, scienziato tedesco († 1564)
- Itagaki Nobukata, militare giapponese († 1548)
- Johannes Justus Lansperger, monaco cristiano e scrittore tedesco († 1539)
- Caremolo Modrone, italiano († 1543)
- Giovanni Battista Monte, medico e umanista italiano († 1551)
- Sébastien di Montfalcon, vescovo cattolico svizzero († 1560)
- Alonso de Montúfar, vescovo cattolico spagnolo († 1572)
- Thomas Müntzer, pastore protestante tedesco († 1525)
- Lorenzo Priuli, doge († 1559)
- Urbanus Rhegius, scrittore tedesco († 1541)
- Cristoforo Sabbadino, ingegnere italiano († 1560)
- Alvaro de Sande, generale spagnolo († 1573)
- Kaspar Schwenckfeld, teologo tedesco († 1561)
- Sinān, architetto ottomano († 1588)
- Luca Spinola, doge († 1579)
- François II de Tournon, cardinale e politico francese († 1562)
- Usami Sadayuki, militare giapponese († 1564)
- Francesco Venier, politico italiano († 1556)
- Gerónimo de Aguilar, esploratore spagnolo († 1531)